# Telas
Telas è il quarto album in studio del musicista statunitense Nicolas Jaar, pubblicato nel 2020.

## Tracce
1. Telahora – 16:15
2. Telencima – 15:09
3. Telahumo – 14:20
4. Telallás – 12:55